# Allonne (Deux-Sèvres)
Allonne é uma comuna francesa na região administrativa da Nova Aquitânia, no departamento de Deux-Sèvres. Estende-se por uma área de 22,98 km². Em 2010 a comuna tinha 686 habitantes (densidade: 29,9 hab./km²).